# Castel Goffredo
Castel Goffredo là một đô thị ở tỉnh Mantova, vùng Lombardia, Ý. Đô thị này có diện tích 42 km2, dan số 11.200 người. Các đơn vị trực thuộc gồm: Lodolo, Sant'Anna, Bocchere, Berenzi, Zecchini, Romanini, Coletta, Villa, Casalpoglio, Poiano, Gambina, Valzi, Selvole, Perosso.